# Pilocarpus
Pilocarpus és un gènere de plantes rutàcies que conté unes 10 espècies. Són plantes natives dels neotròpics a Am`rica del Sud. Diverses espècies tenen importància en farmacologia, per exemple per produir la pilocarpina.

## Espècies acceptades
- Pilocarpus giganteus Engl.
- Pilocarpus goudotianus Tul.
- Pilocarpus jaborandi Holmes (Pernambuco Jaborandi)
- Pilocarpus microphyllus Stapf ex Wardleworth (Maranham Jaborandi)
- Pilocarpus pauciflorus A.St.-Hil.
- Pilocarpus pennatifolius Lem. (Paraguay Jaborandi)
- Pilocarpus peruvianus (J.F. Macbr.) Kaastra
- Pilocarpus racemosus Vahl (Guadeloupe Jaborandi)
- Pilocarpus spicatus A.St.-Hil. (Aracati Jaborandi)[1]